# Erich Laaser
Erich Laaser (* 27. Dezember 1951 in Herten) ist ein deutscher Radiomoderator und Sportreporter.

## Leben
Laaser studierte zunächst Politologie in Münster und Marburg und schloss mit Diplom ab. Thema seiner Diplomarbeit war „Die Fußball-WM 1978 in Argentinien im Spiegel der Tagespresse“. Er bekam 1977 beim Hessischen Rundfunk (HR) eine Praktikumsstelle, blieb bis 1983 freier Mitarbeiter und wurde schließlich fest angestellt.
Zwischen 1987 und 1992 war Laaser Sportchef beim Hörfunk des HR, für den er auch von den Fußball-Weltmeisterschaften 1982 bis 1990 sowie den Olympischen Sommer- und Winterspielen 1984 bis 1992 berichtete. 1993 wechselte er vom HR zu Sat.1, wo er Leiter der Abteilung Sport-Extra wurde und in der Sendung ran – Sat.1 Bundesliga den Spieltag der Fußball-Bundesliga kommentierte. Zudem war er Moderator der Sendung Ran am Sonntag.
Für Sat.1 moderierte er zwischen 1997 und 2001 und ab der Saison 2007/2008 diverse UEFA-Cup-Spiele (ab dem Viertelfinale). Seit Beginn der Saison 2009/2010 kommentiert er Spiele der Europa League für Sat.1 und Kabel eins (seit 2011) sowie Spiele der Fußball-Bundesliga für LIGA total!. Außerdem kommentierte er für Sat.1 ab März 2010 wieder Boxkämpfe.
Laaser ist seit 1999 Präsident des Verbandes Deutscher Sportjournalisten (VDS) sowie seit 2001 Mitglied des Präsidiums der internationalen Sportjournalistenvereinigung AIPS.
Erich Laaser ist berufenes Mitglied der Deutschen Akademie für Fußballkultur und sitzt 2018 in der Jury zum Fußballspruch des Jahres beim Deutschen Fußball-Kulturpreis.

## Schriften
- 1980 – Die Fußballweltmeisterschaft 1978 in der Tagespresse der Bundesrepublik Deutschland
- 1981 – Die goldenen Siebziger Fußballjahre (mit Hubert Kleinert)